# Punct de la infinit

Dreaptă reală cu punctul de la infinit; se numește

În geometrie un punct de la infinit este un punct limită idealizat la „capătul” fiecărei drepte.
În cazul unui plan afin (inclusiv planul euclidian), există un punct de la infinit pentru fiecare fascicul⁠(d) de drepte paralele din plan. Alăturarea acestor puncte produce un plan proiectiv⁠(d), în care, dacă „se uită” ce puncte au fost adăugate, acestea nu mai pot fi deosebite de celelalte puncte. Acest lucru este valabil pentru o geometrie peste orice corp și, mai general, pentru orice corp.
În cazul real un punct de la infinit completează o dreaptă într-o curbă închisă topologic. În dimensiuni superioare, toate punctele de la infinit formează un subspațiu proiectiv cu o dimensiune mai mică cu 1 decât cea a întregului spațiu proiectiv căruia îi aparțin. Un punct de la infinit poate fi, de asemenea, adăugat la o dreaptă complexă (care poate fi considerată ca fiind în planul complex), transformând-o astfel într-o suprafață închisă cunoscută sub numele de dreaptă proiectivă complexă, CP1, numită și sfera Riemann (când numerele complexe sunt asociate fiecărui punct).
În cazul unui spațiu hiperbolic, fiecare dreaptă are două puncte de la infinit. Aici, mulțimea punctelor de la infinit ia forma unei cuadrice.

## În geometria afină
Într-un spațiu afin sau spațiu euclidian din dimensiuni superioare, punctele de la infinit sunt punctele care se adaugă spațiului pentru a obține completarea proiectivă. Ansamblul punctelor de la infinit se numește, în funcție de dimensiunea spațiului, dreapta de la infinit, planul de la infinit sau hiperplanul de la infinit, în toate cazurile un spațiu proiectiv⁠(d) cu o dimensiune mai mică cu 1.
Deoarece un spațiu proiectiv peste un corp este o varietate algebrică⁠(d) netedă, același lucru este valabil și pentru mulțimea de puncte de la infinit. Similar, dacă corpul de bază este corpul real sau complex, mulțimea de puncte la infinit este o varietate.

### În perspectivă
În desenul artistic și perspectiva tehnică, proiecția pe planul de proiecție al punctului de la infinit al unei clase de drepte paralele se numește punct de fugă⁠(d).

## În geometria hiperbolică
În geometria hiperbolică punctele de la infinit sunt denumite de obicei puncte ideale. Spre deosebire de geometriile euclidiană și cea eliptică, fiecare dreaptă are două puncte de la infinit: dată o dreaptă d și un punct P care nu se află pe d, paralelele asimptotice la dreapta și la stânga converg asimptotic la puncte de la infinit diferite.
Toate punctele la infinit formează împreună absolutul Cayley⁠(d) sau frontiera unui plan hiperbolic.

## În geometria proiectivă
Simetria de puncte și drepte dintr-un plan proiectiv: la fel cum o pereche de puncte determină o dreaptă, tot așa o pereche de drepte determină un punct. Existența dreptelor paralele duce la stabilirea unui punct de la infinit care reprezintă intersecția acestor paralele. Această simetrie axiomatică a luat naștere dintr-un studiu al perspectivei grafice în care o proiecție paralelă apare ca o proiecție centrală în care centrul C este un punct de la infinit. Simetria axiomatică a punctelor și dreptelor se numește dualitate⁠(d).
Deși un punct de la infinit este considerat la fel cu orice alt punct dintr-un interval proiectiv, în reprezentarea punctelor cu coordonate proiective se remarcă deosebirea: punctele finite sunt reprezentate cu un 1 în coordonata finală în timp ce un punct de la infinit are un 0 acolo. Necesitatea reprezentării punctelor de la infinit necesită o coordonată suplimentară dincolo de spațiul punctelor finite.